# Massimo Pignataro
Massimo Pignataro (24 luglio 1992) è un giocatore di football americano francese, che  gioca come linebacker per gli Aigles Rouges de Nice..
Dopo aver giocato per le giovanili e la prima squadra dei Dauphins de Nice, nel 2018 passa agli Argonautes d'Aix-en-Provence; nel 2021 gioca per gli italiani Seamen Milano, per poi tornare in Francia agli Aigles Rouges de Nice.

## Palmarès
- 1 Europeo (2018)